# Роберта Готлиб
Роберта Ен Готлиб је амерички онколог, академик и истраживач. Професорка је и заменик начелника за транслациону медицину на Одељењу биомедицинских наука у Медицинском центру Сидарс-Синај, као и професорка медицине на Универзитету Калифорније у Лос Анђелесу.
Готлиб је објавила преко 150 научних радова и има шест патената. Њено истраживање првенствено је усмерено на молекуларну основу исхемијско-реперфузионог оштећења миокарда и развој метода за ублажавање оштећења. Одржала је преко 200 позваних предавања на научним конференцијама, у стручним организацијама и за ширу јавност.
Готлиб је чланица Међународног друштва за истраживање срца (FISHR) и Америчког удружења за срце (FAHA). Била је оснивачица и генерална директорка компаније Radical Therapeutix од 2005. до 2014. године, као и суоснивачица и копредседавајућа Научног саветодавног одбора компаније TissueNetix од 2011. до 2018. године.

## Образовање
Роберта Готлиб је стекла диплому основних студија на Универзитету Џонс Хопкинс 1980. године, а дипломирала је медицину на Медицинском факултету истог универзитета 1984. године. Специјализацију из педијатрије завршила је 1987. године на Универзитету Тексаса, у Центру за здравствене науке, а 1990. године окончала је супспецијализацију из педијатријске хематологије и онкологије у Центру за рак M.D. Anderson при Универзитету Тексаса.
Након тога, била је постдокторски истраживач у лабораторији Мајкла Карина на Медицинском факултету Универзитета Калифорније у Сан Дијегу до 1992. године, а затим у лабораторији Бернарда Бабиора на Институту за истраживања Скрипс до 1995. године.

## Каријера
Роберта Готлиб је започела каријеру као истраживач-биохемичар у Медицинском центру Одељења за питања ветерана у Сан Дијегу 1994. године. Током овог ангажмана, истовремено је радила и на Институту за истраживања Скрипс, где је 1995. године именована за асистенткињу на Одељењу за молекуларну и експерименталну медицину, а од 1997. до 1998. године као доценткиња. Године 1997. добила је звање ванредне професорке на Медицинском факултету Универзитета Калифорније у Сан Дијегу.
Од 1999. до 2006. године радила је као ванредна професорка на Институту за истраживања Скрипс, у Одељењу за молекуларну и експерименталну медицину. Године 2007. постављена је за директорку Центра за биолошке науке на Државном универзитету Сан Дијега, где је остала до 2013.
Од 2013. године, Готлиб ради као професорка кардиологије и биомедицинских наука, као и истраживач IV степена у Медицинском центру Сидарс-Синај. Такође, предаје медицину на Универзитету Калифорније у Лос Анђелесу. У Медицинском центру Сидарс-Синај обавља функцију директорке Језгра за истраживање метаболизма и митохондрија, директорке наставног програма за Клинички стипендистички програм Сидарс-Синаја и заменице председавајућег за транслациону медицину у Одељењу за биомедицинске науке.
Готлиб се повукла из сталног истраживачког рада у марту 2022. године, али и даље учествује у неколико текућих истраживачких сарадњи.

## Истраживања
Готлиб води текућа истраживања усмерена на аутофагију, митофагију и биогенезу, са посебним фокусом на молекуларну основу миокардне исхемије/реперфузионе повреде и развој метода за ублажавање оштећења. Њени тренутни пројекти укључују развој малих молекула кардиопротективних агенаса за лечење реперфузионе повреде, истраживање улоге митохондрија и матичних ћелија у срчаном отказивању изазваном антрациклинима, спасавање и улогу комплекса I у миокардној исхемијској повреди, као и микробиолошку основу кардиоваскуларних болести.

### Молекуларна основа миокардне исхемије/реперфузијске повреде
1994. године, Роберта Готлиб је описала појаву програмиране ћелијске смрти (апоптозе) у исхемичном и реперфузованом срцу, наглашавајући да је програмирана ћелијска смрт током реперфузије регулисан процес који се може блокирати ради очувања миокарда. Њен наредни рад истраживао је улогу протеаза и митохондријске дисфункције у исхемијско/реперфузионој повреди, а у најновијим истраживањима фокусирала се на значај аутофагије у ублажавању реперфузионе повреде. У својој лабораторији развила је алате и технике за проучавање аутофагије у ћелијама, као и у ex vivo и in vivo моделима.
Готлиб је прва предложила да аутофагија има заштитну улогу у условима срчаног стреса. Ови концепти, алати и приступи проширили су се ван кардиолошког поља и довели до нових открића у областима инфективних болести, дијабетеса и неурологије. Тренутна истраживања у њеној лабораторији фокусирана су на аутофагијско уклањање митохондрија и митохондријску биогенезу као кључне елементе кардиопротекције. Ефикасно уклањање оштећених митохондрија важно је за ограничавање упале посредоване рецепторима који препознају обрасце оштећења.
У једној студији истраживала је утицај оштећене аутофагије на кардиопротекцију, док је њен пројекат био усмерен на утицаје старости и гојазности. Тренутни рад јој је фокусиран на митофагију и митохондријску биогенезу као међусобно повезане процесе који су строго регулисани у срцу.
Године 2018, у сарадњи са Џенифер Ван Ајк, развила је профилисање полизома и азидохомоаланинско означавање за испитивање новосинтетисаног протеома. Такође су развиле напредне протеомске методе за испитивање митохондрија (Mitoplex) и за снимање митохондријског обнављања (MitoTimer).
Године 2017, њено истраживање открило је нови потенцијални начин помоћи срчаном мишићу у опоравку након хируршких процедура, показујући да кардиомиоцити могу бити оштећени процесом заустављања и поновног покретања срца током операција које користе кардиопулмоналне бајпас машине за преузимање функције срца.
Готлиб је била на челу истраживања митохондрија у срчаној хомеостази, што ју је довело до проучавања аутофагије и митофагије, укључујући чињеницу да је прва демонстрирала кључну улогу Паркина у уклањању оштећених митохондрија током исхемијског стреса. Њен рад, у сарадњи са срчаним хирургом Робертом М. Менцером Млађим, проширен је и на студије на људима, додатно потврђујући значај Паркина у људском срцу.

### Улога аутофагије и митофагије у панкреатитису
Роберта Готлиб је проучавала улогу аутофагије и митофагије у панкреатитису. Првобитно је истраживала панкреатитис изазван церулеином, а касније је проширила фокус на панкреатитис изазван етанолом и дуванским димом. Ова истраживања спроводи у сарадњи са Хонитом Пипланијем и Стивеном Пандолом. Године 2019. истакла је како симвастатин индукује аутофагијски ток како би обновио церулеином нарушену фузију фагозома и лизозома у акутном панкреатитису. Такође је истраживала улогу симвастатина у побољшању аутофагијског тока ради спречавања оштећења ћелија панкреаса и развоја панкреатитиса. Поред тога, допринела је SEER-Medicare анализи која се фокусира на повезаност употребе статина након дијагнозе рака са преживљавањем код пацијената са раком панкреаса. Утврдили су да је терапија статинима након дијагнозе рака повезана са продуженим преживљавањем код пацијената са ресектабилним аденокарциномом панкреаса ниског степена.

## Награде/почасти
Роберта Готлиб је током своје каријере добила бројне награде и признања за свој допринос науци и медицини. Њена истраживања и академски рад препознати су кроз престижне стипендије, награде и чланства у угледним научним организацијама.
- 1990 – Стипендија, Америчка фондација за истраживање рака
- 1991-93 – Постдокторска лекарска стипендија, Howard Hughes Medical Institute[27]
- 1994-95 – Награда за развој мањинских научника, American Heart Association[27]
- 1996-98 – Награда за клиничке истраживаче, National Institutes of Health[27]
- 1997-99 – Награда за младе факултетске научнике, American Society of Hematology[27]
- 1997-2001 – Pew Scholars Program у биомедицинским наукама[27]
- 2009 – Прво место, San Diego Tech Coast Angels Quick Pitch Competition[28]
- 2012 – Награда Women Who Mean Business, San Diego Business Journal[29]
- 2009 – Члан, International Society for Heart Research[4]
- 2010 – Члан, American Heart Association[30]
- 2014 – Дороти и Е. Филип Лајон професорска катедра за молекуларну кардиологију[31]